# لاك أشوابموشوان (كيبك)
لاك أشوابموشوان (بالإنجليزية: Lac-Ashuapmushuan, Quebec)‏ هي unorganized area of Canada تقع في كندا في Le Domaine-du-Roy Regional County Municipality. يقدر عدد سكانها بـ 28 نسمة ومساحتها 15,704.40 كم2 .